# Salze (els Masions)
Salze, o l'Aleixó és una masia de Tremp integrada per un habitatge, el forn, una era amb corrals, paller i pati, una capella; a uns metres de distància se situa una segona era amb pati, coberts, corrals i pallers. Forma part de l'antic nucli dels Masions, de l'antic terme de Fígols de Tremp,.

## Descripció
Estava situada a l'extrem sud dels Masions, al sud del Tossalet del Morral i a llevant del Tossal de l'Aleixó, en un coster a la dreta del barranc dels Cantillons, a prop del límit del terme de Tremp, limítrof amb el de Sant Esteve de la Sarga. Actualment està pràcticament del tot desapareguda. Salze tenia annexa l'església de Sant Pere, també quasi del tot desapareguda.
L'habitatge està situat a diferent nivell sobre el terreny i consta de planta baixa, pis i golfes. Està construït amb pedra del país sense treballar rejuntada amb fang. Les parets es troben arrebossades amb una capa de ciment. Les obertures estan disposades sense ordre. La porta d'accés se situa a la façana sud-oest i acaba amb una gran llinda de pedra sobre la qual hi ha una arcada adovellada. La capella consta d'una sola nau i té coberta de llosa del país. La porta és d'arc adovellat i la imposta sobresurt de l'extradós.